# 휴 패덤
휴 패덤(영어: Hugh Padgham, 1955년 2월 15일 ~ )은 영국의 음악 프로듀서이자 오디오 엔지니어이다. 그는 1985년 올해의 프로듀서상과 올해의 앨범상, 1990년 올해의 레코드상, 1993년 올해의 엔지니어상을 수상하였다. 1992년 《믹스》 매거진의 한 여론조사는 그를 세계에서 가장 영향력 있는 10대 프로듀서 중 한 명으로 선정했다. 패덤의 공동 작품으로는 필 콜린스, XTC, 제네시스, 휴먼 리그, 스팅, 폴리스 등이 있다. 그는 콜린스의 노래 〈In the Air Tonight〉에서 가장 유명한 "게이트 에코" 드럼 사운드를 개척(피터 가브리엘과 프로듀서 스티브 릴리와이트와 함께)했다.

## 어린 시절
패덤은 1955년 2월 15일 버킹엄셔주 아머샴에서 태어났다. 그는 옥스퍼드의 세인트 에드워드 학교에서 교육을 받았다.

## 경력
패덤은 엘튼 존의 《Tumbleweed Connection》을 듣고 음반 제작에 관심을 갖게 되었다. 그는 애드비전 스튜디오에서 테이프 운영자로 시작하여 모트 더 후플과 젠틀 자이언트를 포함한 많은 녹음 세션에서 작업했다. 그곳에서 그는 란스다운 스튜디오로 가서 테이프 운영자/보조 엔지니어로 자리를 옮겼다. 1978년, 패덤은 타운하우스에 취직하여 XTC, 피터 가브리엘, 필 콜린스를 포함한 공연들을 기획하고 제작하였다. 그는 킬링 조크의 두 번째 음반 작업도 했다.